# Cayo Agua (La Orchila)
Cayo Agua es una isla deshabitada en el sureste del Mar Caribe que forma parte de las Pequeñas Antillas y del archipiélago que se encuentra al norte de la Isla de La Orchila, en Venezuela. Administrativamente, forma parte de las Dependencias Federales de Venezuela. Se localiza en las coordenadas geográficas 11°50′N 66°08′O / 11.833, -66.133 con la isla la Orchila al sur, la bahía Puerto Orchila al oeste, el Cayo Noroeste o Sal al norte y el Cayo noreste al este. No debe ser confundida con Cayo de Agua una isla en el vecino archipiélago Los Roques, ni con Cayo Agua en Panamá.